# 1987

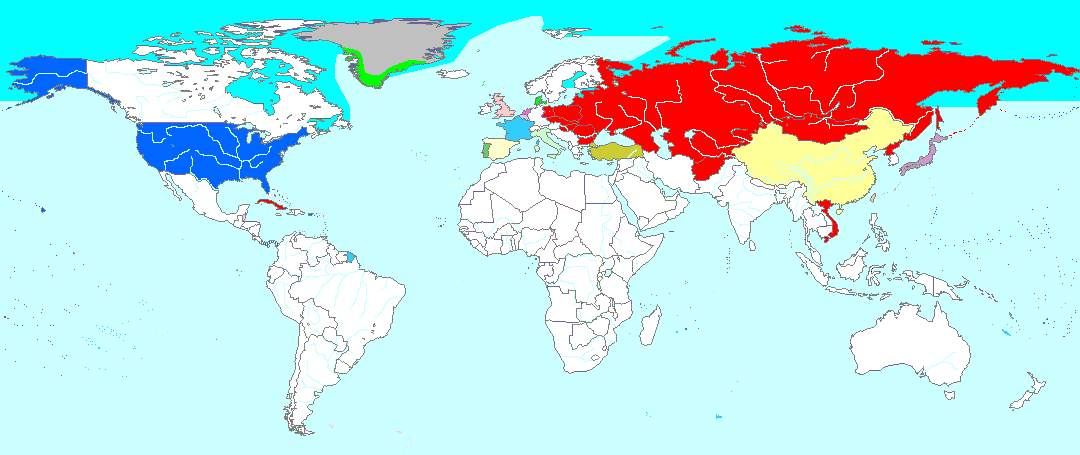
Il mondo nel 1987

Il 1987 (MCMLXXXVII in numeri romani) è un anno  del XX secolo.

## Eventi

### Gennaio
- 13 gennaio – Asmara: 54 morti per l'esplosione di un aereo militare
- 15 gennaio – Cina: il segretario del PCC, Hu Yaobang, viene destituito per non essersi opposto alle proteste degli studenti. Era in carica dal 1980.
- 16 gennaio – León Febres Cordero, presidente dell'Ecuador, è rapito dai seguaci del generale Frank Vargas, che richiede e ottiene il suo rilascio.
- 22 gennaio – Stati Uniti: tragico suicidio in diretta televisiva per il politico statunitense Budd Dwyer, accusato di frode, corruzione e associazione a delinquere.

### Febbraio
- Febbraio – Iraq: l'aviazione turca bombarda per rappresaglia gli insediamenti Curdi a nord del paese.
- 5 febbraio – l'URSS lancia la Soyuz TM-2 con 2 astronauti a bordo, con l'obiettivo di mettere in funzione una stazione spaziale permanente.
- 23 febbraio – esplode la Supernova 1987a nella Grande Nube di Magellano, la prima visibile ad occhio nudo dal 1604.

### Marzo
- 6 marzo – Belgio: il traghetto Herald of Free Enterprise si capovolge al largo di Zeebrugge: 193 morti.
- 25 marzo – viene pubblicata la sesta enciclica di Papa Giovanni Paolo II, Redemptoris Mater.

### Aprile
- 13 aprile – I governi della Repubblica portoghese e della Repubblica popolare cinese firmano un accordo che prevede la restituzione di Macao alla Cina nel 1999.
- 15 aprile – Scompare misteriosamente l'economista italiano Federico Caffè.

### Maggio
- 4 maggio – Gary Hart, candidato democratico alla Casa Bianca è compromesso da uno scandalo per la sua love story con Donna Rice.
- 9 maggio – l'Irlanda vince l'Eurovision Song Contest, ospitato a Bruxelles, Belgio.
- 11 maggio – Lione: inizia il processo per crimini contro l'umanità a carico di Klaus Barbie, l'ex ufficiale della Gestapo soprannominato il boia di Lione.
- 17 maggio - Golfo Persico: la fregata lanciamissili statunitense "USS Stark" viene colpita da missili iracheni Exocet che provocano la morte di 37 marinai a bordo.
- 27 maggio – Vienna: Il Porto conquista la sua prima Coppa dei Campioni vincendo 2-1 la finale contro il Bayern Monaco.
- 28 maggio – Mosca: il diciannovenne tedesco Mathias Rust vola con il suo Cessna dalla Germania alla Russia eludendo i controlli e atterrando sulla Piazza Rossa.

### Giugno
- Libano: la Siria occupa il settore musulmano di Beirut e pone fine agli scontri tra sunniti e sciiti che insanguinano il paese dal 1975. La guerra civile terminerà nel 1990.
- 8 giugno – 14º vertice del G7 a Venezia.
- 11 giugno – Regno Unito: terzo governo affidato ai conservatori di Margaret Thatcher.
- 12 giugno – viene condannato a morte l'imperatore centroafricano Jean-Bédel Bokassa.
- 12 giugno - Alla porta di Brandeburgo, il presidente degli Stati Uniti Reagan pronuncia un famoso discorso in cui chiede al leader sovietico Gorbaciov di abbattere il Muro di Berlino.
- 19 giugno – Barcellona: 21 morti e 45 feriti nel supermercato Hipercor presso il centro commerciale La Meridiana per un attentato dell'ETA.

### Luglio
- 1º luglio – Europa: entra in vigore l'Atto unico europeo.
- 4 luglio – Klaus Barbie, l'ex ufficiale nazista soprannominato il boia di Lione, viene condannato all'ergastolo per crimini contro l'umanità.
- 15 luglio - Taiwan: si conclude il periodo di legge marziale in vigore dal 1949, con ciò aprendo la strada alla democratizzazione e alla liberalizzazione politica nell'isola.
- 18 luglio – Valtellina: inizia una serie di tragici eventi calamitosi che durerà fino al 28 luglio successivo, provocando 53 morti, oltre 2000 sfollati e danni per 4000 miliardi di lire.

### Agosto
- 1º agosto – Las Vegas: Mike Tyson sconfigge Tony Tucker unificando la corona mondiale dei pesi massimi.
- 16 agosto – USA: un aereo si schianta precipitando dopo il decollo in un'autostrada nei pressi di Detroit, 154 le vittime.

### Settembre
- 1º settembre – Repubblica Democratica Tedesca: parte da Stralsund la Marcia della pace Olof Palme che terminerà a Dresda dopo una settimana.
- 16 settembre – Montréal: si firma l'accordo sull'abolizione dell'uso di CFC (clorofluorocarburi), principali cause del buco nell'ozono.
- 27 settembre – Ungheria: creazione del Forum Democratico Ungherese: l'Ungheria è il primo paese controllato dall'URSS ad abbandonare il regime a partito unico.
- 30 settembre - Mohammad Najibullah diventa presidente dall'Afghanistan e propone una politica di riconciliazione nazionale con il fine di porre termine alla guerra sovietico-afghana.

### Ottobre
- Jugoslavia: in Kosovo viene inviata la polizia per sedare gli scontri tra le minoranze serbe e montenegrine.
- 6 ottobre – le Isole Figi diventano una repubblica dopo il susseguirsi di due colpi di stato militare.
- 14-16 ottobre – Stati Uniti: Jessica McClure, una bambina di 18 mesi, precipita in un pozzo profondo quasi 7 metri a Midland, in Texas. L’opera di soccorso viene seguita col fiato sospeso dagli occhi di tutto il mondo e dopo 58 ore di tentativi di salvataggio la piccola Jessica viene salvata.
- 15 ottobre – Burkina Faso: il presidente Thomas Sankara, simbolo della rinascita del suo paese, viene assassinato in un complotto. Gli succede Blaise Compaoré.
- 19 ottobre – Stati Uniti: lunedì nero per Wall Street e panico tra gli yuppies: il Dow Jones a −22%.

### Novembre
- 7 novembre – Tunisia: il presidente Habib Bourguiba viene rovesciato e sostituito dal Primo Ministro Zine El-Abidine Ben Ali.
- 15 novembre – Repubblica Socialista di Romania: nella città industriale di Brașov, nella regione della Transilvania, scoppia una rivolta operaia che viene presto sedata con violenza dal governo.
- 18 novembre – Londra: nella stazione della metropolitana King's Cross St. Pancras un'esplosione seguita ad un incendio sprigionatosi da una vecchia scala mobile in legno provoca la morte di 31 persone, il ferimento e l'intossicazione di altre 100.

### Dicembre
- URSS: cambiamento nelle procedure elettorali, con più candidature e scrutinio segreto.
- 8 dicembre – Washington: Ronald Reagan e Michail Gorbačëv firmano un trattato per l'eliminazione dei missili a media gittata in Europa.
- 9 dicembre –  A Gaza e in Cisgiordania primi segni dell'intifada
- 20 dicembre - Filippine: nello stretto di Tablas il traghetto passeggeri Dona Paz affonda in seguito alla collisione con una petroliera: muoiono 4 385 persone, i superstiti sono solo 26.
- 22 dicembre - New York: Il Consiglio di sicurezza delle Nazioni Unite condanna i metodi repressivi di Israele per far fronte all'Intifada.
- 30 dicembre – viene pubblicata la settima enciclica di Papa Giovanni Paolo II, Sollicitudo Rei Socialis

## Nati
Ci sono circa 5 880 voci su persone nate nel 1987; vedi la pagina Nati nel 1987 per un elenco descrittivo o la categoria Nati nel 1987 per un indice alfabetico.

## Morti
Ci sono circa 1 240 voci su persone morte nel 1987; vedi la pagina Morti nel 1987 per un elenco descrittivo o la categoria Morti nel 1987 per un indice alfabetico.

## Calendario
| Calendario 1987 | Calendario 1987 | Calendario 1987 | Calendario 1987 | Calendario 1987 | Calendario 1987 | Calendario 1987 | Calendario 1987 | Calendario 1987 | Calendario 1987 | Calendario 1987 | Calendario 1987 | Calendario 1987 | Calendario 1987 | Calendario 1987 | Calendario 1987 | Calendario 1987 | Calendario 1987 | Calendario 1987 | Calendario 1987 | Calendario 1987 | Calendario 1987 | Calendario 1987 | Calendario 1987 | Calendario 1987 | Calendario 1987 | Calendario 1987 | Calendario 1987 | Calendario 1987 | Calendario 1987 | Calendario 1987 | Calendario 1987 | Calendario 1987 |
| --------------- | --------------- | --------------- | --------------- | --------------- | --------------- | --------------- | --------------- | --------------- | --------------- | --------------- | --------------- | --------------- | --------------- | --------------- | --------------- | --------------- | --------------- | --------------- | --------------- | --------------- | --------------- | --------------- | --------------- | --------------- | --------------- | --------------- | --------------- | --------------- | --------------- | --------------- | --------------- | --------------- |
|                 | 1               | 2               | 3               | 4               | 5               | 6               | 7               | 8               | 9               | 10              | 11              | 12              | 13              | 14              | 15              | 16              | 17              | 18              | 19              | 20              | 21              | 22              | 23              | 24              | 25              | 26              | 27              | 28              | 29              | 30              | 31              |                 |
| Gennaio         | Gi              | Ve              | Sa              | Do              | Lu              | Ma              | Me              | Gi              | Ve              | Sa              | Do              | Lu              | Ma              | Me              | Gi              | Ve              | Sa              | Do              | Lu              | Ma              | Me              | Gi              | Ve              | Sa              | Do              | Lu              | Ma              | Me              | Gi              | Ve              | Sa              |                 |
| Febbraio        | Do              | Lu              | Ma              | Me              | Gi              | Ve              | Sa              | Do              | Lu              | Ma              | Me              | Gi              | Ve              | Sa              | Do              | Lu              | Ma              | Me              | Gi              | Ve              | Sa              | Do              | Lu              | Ma              | Me              | Gi              | Ve              | Sa              |                 |                 |                 |                 |
| Marzo           | Do              | Lu              | Ma              | Me              | Gi              | Ve              | Sa              | Do              | Lu              | Ma              | Me              | Gi              | Ve              | Sa              | Do              | Lu              | Ma              | Me              | Gi              | Ve              | Sa              | Do              | Lu              | Ma              | Me              | Gi              | Ve              | Sa              | Do              | Lu              | Ma              |                 |
| Aprile          | Me              | Gi              | Ve              | Sa              | Do              | Lu              | Ma              | Me              | Gi              | Ve              | Sa              | Do              | Lu              | Ma              | Me              | Gi              | Ve              | Sa              | Do              | Lu              | Ma              | Me              | Gi              | Ve              | Sa              | Do              | Lu              | Ma              | Me              | Gi              |                 |                 |
| Maggio          | Ve              | Sa              | Do              | Lu              | Ma              | Me              | Gi              | Ve              | Sa              | Do              | Lu              | Ma              | Me              | Gi              | Ve              | Sa              | Do              | Lu              | Ma              | Me              | Gi              | Ve              | Sa              | Do              | Lu              | Ma              | Me              | Gi              | Ve              | Sa              | Do              |                 |
| Giugno          | Lu              | Ma              | Me              | Gi              | Ve              | Sa              | Do              | Lu              | Ma              | Me              | Gi              | Ve              | Sa              | Do              | Lu              | Ma              | Me              | Gi              | Ve              | Sa              | Do              | Lu              | Ma              | Me              | Gi              | Ve              | Sa              | Do              | Lu              | Ma              |                 |                 |
| Luglio          | Me              | Gi              | Ve              | Sa              | Do              | Lu              | Ma              | Me              | Gi              | Ve              | Sa              | Do              | Lu              | Ma              | Me              | Gi              | Ve              | Sa              | Do              | Lu              | Ma              | Me              | Gi              | Ve              | Sa              | Do              | Lu              | Ma              | Me              | Gi              | Ve              |                 |
| Agosto          | Sa              | Do              | Lu              | Ma              | Me              | Gi              | Ve              | Sa              | Do              | Lu              | Ma              | Me              | Gi              | Ve              | Sa              | Do              | Lu              | Ma              | Me              | Gi              | Ve              | Sa              | Do              | Lu              | Ma              | Me              | Gi              | Ve              | Sa              | Do              | Lu              |                 |
| Settembre       | Ma              | Me              | Gi              | Ve              | Sa              | Do              | Lu              | Ma              | Me              | Gi              | Ve              | Sa              | Do              | Lu              | Ma              | Me              | Gi              | Ve              | Sa              | Do              | Lu              | Ma              | Me              | Gi              | Ve              | Sa              | Do              | Lu              | Ma              | Me              |                 |                 |
| Ottobre         | Gi              | Ve              | Sa              | Do              | Lu              | Ma              | Me              | Gi              | Ve              | Sa              | Do              | Lu              | Ma              | Me              | Gi              | Ve              | Sa              | Do              | Lu              | Ma              | Me              | Gi              | Ve              | Sa              | Do              | Lu              | Ma              | Me              | Gi              | Ve              | Sa              |                 |
| Novembre        | Do              | Lu              | Ma              | Me              | Gi              | Ve              | Sa              | Do              | Lu              | Ma              | Me              | Gi              | Ve              | Sa              | Do              | Lu              | Ma              | Me              | Gi              | Ve              | Sa              | Do              | Lu              | Ma              | Me              | Gi              | Ve              | Sa              | Do              | Lu              |                 |                 |
| Dicembre        | Ma              | Me              | Gi              | Ve              | Sa              | Do              | Lu              | Ma              | Me              | Gi              | Ve              | Sa              | Do              | Lu              | Ma              | Me              | Gi              | Ve              | Sa              | Do              | Lu              | Ma              | Me              | Gi              | Ve              | Sa              | Do              | Lu              | Ma              | Me              | Gi              |                 |

## Premi Nobel
- per la Pace: Óscar Arias Sánchez
- per la Letteratura: Joseph Brodsky
- per la Medicina: Susumu Tonegawa
- per la Fisica: J. Georg Bednorz, Karl Alexander Müller
- per la Chimica: Donald J. Cram, Jean-Marie Lehn, Charles J. Pedersen
- per l'Economia: Robert M. Solow